# Nina Yunkers
Nina Yunkers, egentligen Nina Junker, född 29 juli 1939 i Stockholm, är en svensk författare.
Hon har skrivit ett antal böcker med olika råd och "husmorstips" och ger även sådana tips i en spalt i Dagens Nyheter. Hon har också skrivit om olivolja, ginseng och vitlök samt gjort reseskildringar. 2006 var hon sommarpratare i Sveriges Radio P1. Hon är bosatt i Barcelona.
Hon är dotter till konstnären Adja Yunkers och skribenten Lil Yunkers samt levde 1967–1969 med författaren Svante Foerster (1931–1980) varefter hon 1969–1978 var gift med J C Sagues (född 1939).